# Geelvoetkangoeroe
De geelvoetkangoeroe (Petrogale xanthopus) is een zoogdier uit de familie van de kangoeroes (Macropodidae). De wetenschappelijke naam van de soort werd voor het eerst geldig gepubliceerd door John Edward Gray in 1855.

## Kenmerken

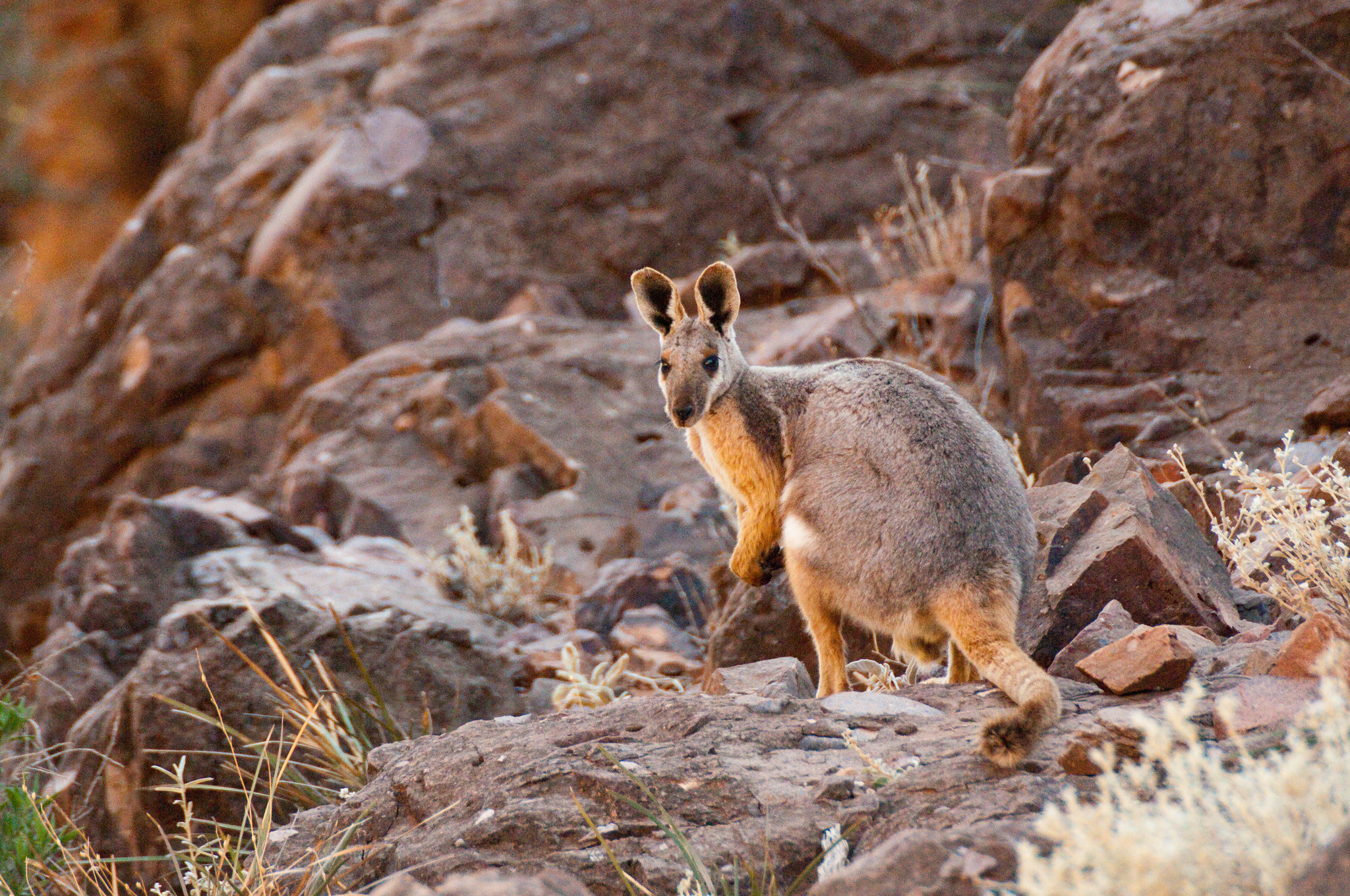
Geelvoetkangoeroe in het natuurlijk leefgebied

De bovenkant van het lichaam is grijs, de onderkant wit. De ledematen zijn lichtoranje. Over de flanken en de heupen loopt een witte streep, net als over de wangen. Boven de wangstreep zit een zwarte vlek. Van het voorhoofd tot midden op de rug loopt een donkere rugstreep. De oren zijn aan de buitenkant lichtoranje en aan de binnenkant wit. De staart is geel, overlopend in grijs naar de punt toe, met donkerbruine ringen die naar de punt toe steeds donkerder en groter worden. Bij de ondersoort celeris uit Queensland zijn de strepen op de heup en de ringen op de staart minder duidelijk en is de vacht bleker. De kop-romplengte bedraagt 480 tot 650 mm, de staartlengte 600 tot 715 mm, de oorlengte 70 tot 90 mm en het gewicht 6000 tot 11000 g.

## Leefwijze
Deze soort is voornamelijk 's nachts actief, eet grassen en ander plantaardig materiaal en vormt groepen van tot honderd dieren.

## Verspreiding
Deze soort komt voor in een aantal geïsoleerde populaties in rotsachtige gebieden in het oosten van Zuid-Australië, het westen van New South Wales en Zuidwest-Queensland.

## Ondersoorten
De geelvoetkangoeroe heeft de volgende ondersoorten:
- Petrogale xanthopus xanthopus (J.E. Gray, 1855) – komt voor in Zuid-Australië en New South Wales.
- Petrogale xanthopus celeris (Le Souef, 1924) – komt voor in het zuidwesten van Queensland.